# Pyrausta acrionalis
Pyrausta acrionalis is een vlinder van de familie van de grasmotten (Crambidae). De wetenschappelijke naam van deze soort is voor het eerst voorgesteld als Rhodaria acrionalis door Francis Walker in een publicatie uit 1859.
De spanwijdte bedraagt 14 tot 18 millimeter.

## Verspreiding
De soort komt voor in Zuidoost-Canada en het oosten van de Verenigde Staten.

## Waardplanten
De rups leeft van de bladeren van diverse soorten Munt.